# Mix Diskerud
Mikkel „Mix“ Morgenstar Pålssønn Diskerud (* 2. Oktober 1990 in Oslo, Norwegen) ist ein US-amerikanisch-norwegischer Fußballspieler. Er war von 2010 bis 2016 als Nationalspieler für die US-amerikanische Fußballnationalmannschaft aktiv. Zuletzt stand er bis Juli 2023 in Zypern bei Omonia Nikosia unter Vertrag.

## Geburt und Kindheit
Diskerud wurde als Sohn einer US-amerikanischen Mutter und eines norwegischen Vaters in Norwegen geboren und wuchs dort auf. Von seiner Mutter bekam er den Spitznamen Mix, weil sein Laufstil als Kleinkind dem Drehen eines Mixers ähnelte. Bei seinem Klub New York City FC trug er seinen Spitznamen auf dem Trikot.

## Karriere

### Vereine
Diskerud begann seine Laufbahn als Fußballer in der Jugend von Frigg Oslo FK. Während eines Turnieres in Oslo wurde er von Stabæk Fotball gesichtet und ging 2005 ins Jugendteam des Vereins. Zu dieser Zeit besuchte er das Oslo handelsgymnasium, das eine Sportschule beinhaltet. Zur Saison 2006 wechselte er in die Reservemannschaft von Stabæk und sammelte erste Erfahrungen in der 2. divisjon, der dritten norwegischen Liga.  Nebenbei spielte er auch für die Jugendmannschaft, mit der er 2008 die norwegische Jugendmeisterschaft gewann.
Sein Debüt für die erste Mannschaft gab er im Mai 2008 im Spiel gegen Vestfossen IF im NM-Pokal. 2009 nahm er mit der Mannschaft am La Manga Cup teil und erzielte im Turnier ein Tor. Am 2. Spieltag der Saison 2009 gab Diskerud sein Ligadebüt im Spiel gegen SK Brann. Er wurde zehn Minuten vor Ende des Spiels eingewechselt und erzielte in der 84. Minute den Ausgleichstreffer. Nachdem er in der Saison 2009 immer öfter als Einwechselspieler zum Einsatz gekommen war, war er ab der Saison 2010 fester Bestandteil der Stammelf der Mannschaft. So kam er 2010 auf 30 Einsätze, in denen er vier Treffer erzielte. 2011 kam er ebenfalls auf 30 Einsätze.
Anfang 2012 wechselte Diskerud auf Leihbasis zum belgischen Erstligisten KAA Gent. In der Liga und in den Play-offs kam er in insgesamt fünf Spielen zum Einsatz. Diskerud kehrte nach dem Ende des Leihvertrages am 30. Juni 2012 nach Stabæk zurück. Im August wechselte er zu Rosenborg Trondheim und kam in der zweiten Saisonhälfte auf elf Einsätze, in denen er ein Tor erzielte. Rosenborg qualifizierte für die Europa League; im Wettbewerb kam Diskerud zu fünf Einsätzen.
Am 13. Januar 2015 unterzeichnete er einen Vertrag beim New York City FC. Beim ersten Spiel der Mannschaft am 8. März 2015 in der MLS gegen Orlando City (1:1) erzielte er das erste Tor des Franchises bei einem Ligaspiel. Im März 2017 wechselte Diskerud leihweise nach Schweden zu IFK Göteborg und beendete die Saison 2017 auf dem zehnten Tabellenplatz.
Anfang 2018 verließ er New York City FC endgültig und wechselte nach England zum ebenfalls zur City Football Group gehörenden Manchester City, wurde im Februar 2018 allerdings erneut an IFK Göteborg verliehen. Danach folgten Leihen nach Südkorea und zu Helsingborgs IF. 2021 verließ er Manchester, ohne je ein Wettbewerbsspiel für den Verein absolviert zu haben. Nach einem Engagement in der Türkei bei Denizlispor war er von 2021 bis 2023 für Omonia Nikosia aktiv. Mit dem Verein gewann er 2022 den Landespokal.

### Nationalmannschaft
Wegen seiner amerikanischen Mutter hatte Diskerud im Nationalmannschaftsfußball die Wahl zwischen Norwegen und der USA. Im April 2008 nahm er mit der U-20-Nationalmannschaft der USA an einem Turnier teil und gab in einem Spiel drei Torvorlagen. Einen Monat später spielte er für die norwegische U-18 gegen die USA. 2009 spielte er für die norwegische U-19 Nationalmannschaft und wurde für die US-amerikanische U-20 nominiert.
Am 11. November 2010 wurde er vom damaligen Nationaltrainer Bob Bradley für die A-Nationalmannschaft der USA nominiert, mit der er am 17. November 2010 gegen Südafrika spielte. Er wurde in der 79. Minute eingewechselt und bereitete das Siegtor von Juan Agudelo vor. Er wurde danach zwei Jahre nicht mehr für die Nationalelf nominiert, ehe im November 2012 Jürgen Klinsmann, der im Sommer 2011 Bob Bradley abgelöst hatte, ihn erneut in die Nationalelf holte. Klinsmann bot Diskerud für das Freundschaftsspiel am 14. November 2012 in Krasnodar gegen Russland auf. Er wurde in der 87. Minute für Geoff Cameron eingewechselt und erzielte in der dritten Minute der Nachspielzeit den Treffer zum 2:2-Endstand. Am 10. Juni 2015 erzielte er beim 2:1-Sieg im Sportpark Müngersdorf in Köln gegen den Weltmeister Deutschland den Treffer zum 1:1.